# 고등법원 (프랑스)

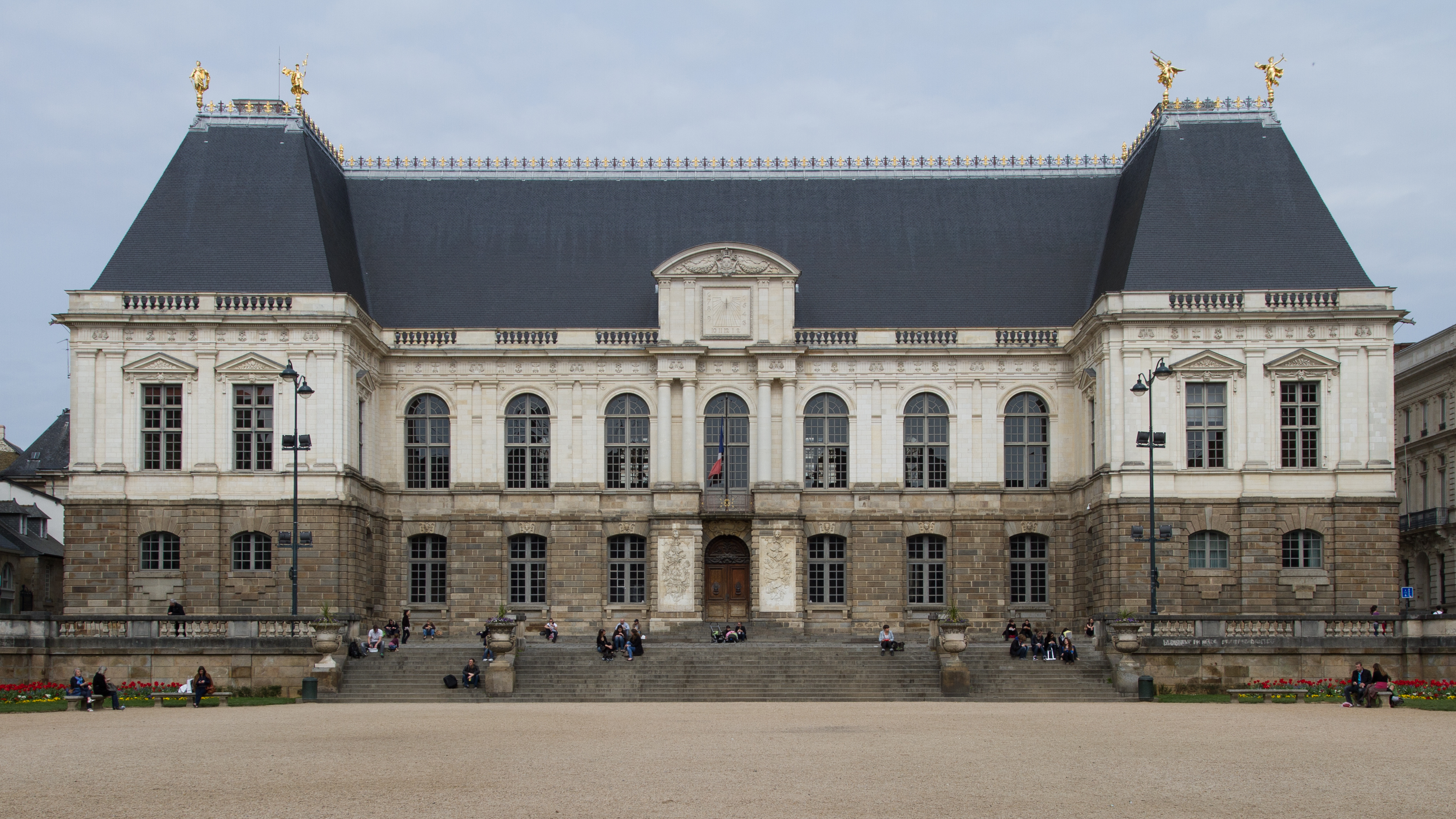
브르타뉴 고등법원 건물.

고등법원(프랑스어: Parlement 파를망[*])은 프랑스의 앙시앵 레짐 시대에 존재한 지역자치단체이다. 1789년 당시 13개의 고등법원이 존재했으며, 물론 그 중 파리 고등법원이 가장 중요했다. "파를망"은 영국의 의회를 의미하는 "팔리아멘트"(parliament)와 철자가 비슷하지만, 고등법원은 입법부가 아니었으며 오히려 사법부에 가까웠다. 각각의 고등법원은 열두 명 이상의 재판관으로 구성되어 있었고, 재판관은 프랑스 전역에 걸쳐 1100여명이 있었다. 고등법원은 앙시앵 레짐 시대의 최고 법원이었고, 조세를 비롯한 다양한 문제에 강력한 권력을 발휘했다. 프랑스 국왕이 발표하는 법률이나 칙령은 고등법원에서 반포하기 전까지는 효력이 없었다. 고등법원의 구성원들을 법복귀족이라고 했으며, 이들은 국왕으로부터도 독립적이었다.
1770년 왕권강화의 일환으로 모푸 재상에 의해 고등법원이 폐지되었으나, 1774년 루이 15세가 죽자 부활했다. 고등법원은 절대주의와 국왕의 중앙집권에 대한 귀족들의 저항을 대변했으나, 근본적으로 엘리트 계층의 이익이 최우선 목표였다. 고등법원은 혁명이 일어나기 전에 이루어졌던 모든 개혁 시도의 가장 큰 장애물로 작용했다. 프랑스 대혁명이 발발하자 3백 년 넘게 존재한 고등법원은 1790년 마침내 완전히 폐지되었다.